# Charles Rogers (regatista)
Charles Sinclair Rogers (National City, 1 de junio de 1937) es un deportista estadounidense que compitió en vela en la clase Dragon. Participó en los Juegos Olímpicos de Tokio 1964, obteniendo una medalla de bronce en la clase Dragon.

## Palmarés internacional
| Juegos Olímpicos | Juegos Olímpicos | Juegos Olímpicos  | Juegos Olímpicos |
| Año              | Lugar            | Medalla           | Clase            |
| ---------------- | ---------------- | ----------------- | ---------------- |
| 1964             | Tokio (Japón)    | Medalla de bronce | Dragon           |